# Merzen
Merzen település Németországban, azon belül Alsó-Szászország tartományban. Lakosainak száma 3907 fő (2023. december 31.). Merzen Fürstenau, Voltlage, Neuenkirchen és Bramsche községekkel határos.

## Népesség
A település népességének változása:
| Lakosok száma | 3884 | 3907 | 3859 | 3899 | 3915 | 3907 |
|               | 2016 | 2017 | 2019 | 2021 | 2022 | 2023 |